# Monte Humboldt
Il monte Humboldt è la seconda cima più alta della Nuova Caledonia, dopo il monte Panié. Situato sulla Granterra, appartiene alla catena centrale neocaledone. È intitolato ad Alexander von Humboldt, un celebre naturalista, geografo, botanico ed esploratore tedesco.